# Axonopus piccae
Axonopus piccae är en gräsart som beskrevs av Gir.-cañas. Axonopus piccae ingår i släktet Axonopus och familjen gräs. Inga underarter finns listade i Catalogue of Life.